# Gqeberha
Gqeberha (ᶢǃʱɛ̀ɓéːxà), bis zum 23. Februar 2021 Port Elizabeth (kurz: P.E.) (isiXhosa: iBhayi, auf Afrikaans auch die Baai genannt), ist mit rund 312.392 Einwohnern eine der größten Städte Südafrikas und die größte Stadt der Provinz Ostkap. Die Städte Gqeberha, Kariega und Despatch sowie weitere Orte bilden seit 2000 die Metropolgemeinde Nelson Mandela Bay, in der rund 1,2 Millionen Menschen leben.

## Geographie
Die Stadt liegt am Indischen Ozean an der Algoa Bay, 770 Kilometer östlich von Kapstadt und zwischen null und 60 Metern über dem Meeresspiegel. Sie erstreckt sich über 16 Kilometer entlang der Küste. Bekannt sind die weitläufigen, weißen Sandstrände, beispielsweise Kings, Humewood, Hobie und Pollock, die teilweise mitten in der Stadt liegen. Die Stadt wird in Südafrika sowohl „The Windy City“ (Die windige Stadt) als auch „The Friendly City“ (Die freundliche Stadt) genannt. Im Süden der Stadt befindet sich Kap Recife mit dem gleichnamigen Leuchtturm.

## Geschichte

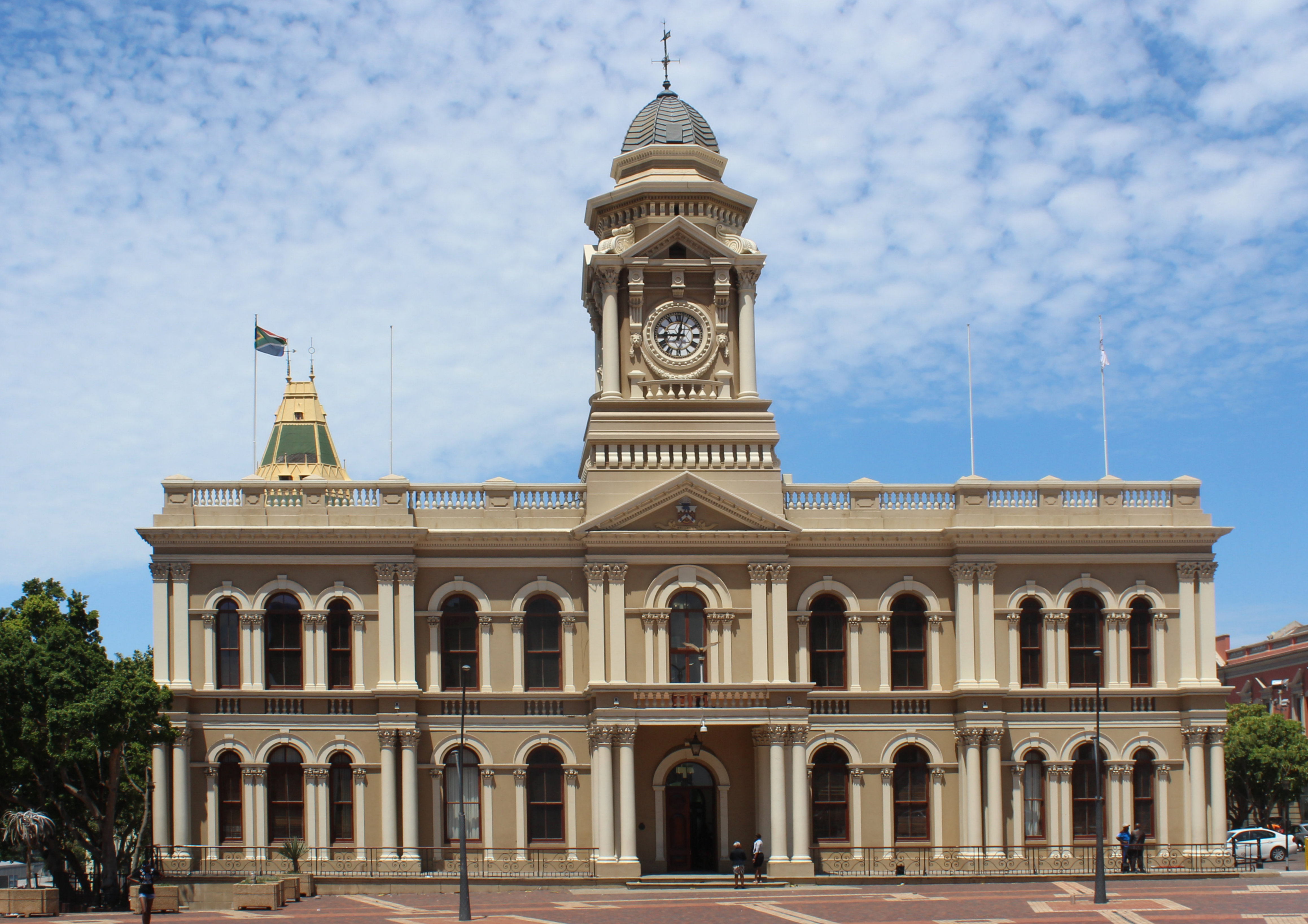
Rathaus

Die Gegend um das heutige Gqeberha wurde ursprünglich von Khoikhoi bewohnt, die dort Weidewirtschaft betrieben. Der portugiesische Seefahrer, Entdecker und Abenteurer Bartolomeu Dias landete wahrscheinlich als erster Europäer im Jahre 1488 östlich der heutigen Stadt und errichtete an der Landestelle ein Steinkreuz. Dieses wurde Mitte des 19. Jahrhunderts gefunden und steht heute in einem Museum in Johannesburg. Eine Kopie des Kreuzes wurde im Stadtzentrum aufgestellt. Viele Jahrhunderte diente die Bucht als Versorgungsstation für Wasser, Verpflegung und Holz. Nahezu alle bedeutenden europäischen Handelsflotten kamen hier auf ihrer Reise von Europa nach Asien oder auf der Rückreise vorbei.
Im Jahre 1799 wurde der Ort von britischen Soldaten um das steinerne Fort Frederick als Schutz gegen einen möglichen Angriff der Franzosen erweitert. Das Fort ist das älteste Steingebäude der heutigen Provinz Ostkap und wurde nach dem damaligen Herzog von York benannt. Im Jahr 1820 wurde die Stadt Port Elizabeth von Sir Rufane Donkin, dem amtierenden Gouverneur der Kapkolonie, begründet. Er benannte die kleine Siedlung am Hafen nach seiner früh verstorbenen Frau Elizabeth. Nach der Ankunft von rund 4000 britischen Auswanderern entwickelte sich das Städtchen schnell zu einem Handelszentrum. 1861 erhielt Port Elizabeth den Status einer autonomen Kommune.
Im Jahr 2000 wurde Port Elizabeth zusammen mit Uitenhage und Despatch zur Nelson Mandela Metropolitan Municipality zusammengeschlossen, die später in Nelson Mandela Bay Metropolitan Municipality umbenannt wurde.
Die Stadt wurde im Februar 2021 in Gqeberha umbenannt. Dies ist der isiXhosa-Name für Walmer Township, das älteste Wohngebiet der Stadt.

## Bevölkerung
Nach dem Zensus von 2011 hatte Port Elizabeth eine Bevölkerung von 312.392 Menschen, davon 37,8 % Weiße, 30,6 % Schwarze, 27 % Coloureds und 3,2 % Asiaten.
Afrikaans ist die wichtigste Muttersprache und wird von 40,2 % der Einwohner gesprochen. Danach folgen Englisch mit 33,3 % und isiXhosa mit 22,2 %.
| Jahr | Total   | Coloureds | Schwarze | Weiße   | Asiaten | Andere |
| ---- | ------- | --------- | -------- | ------- | ------- | ------ |
| 2001 | 237.500 | 71.912    | 32.618   | 123.722 | 9.248   | —      |
| 2011 | 312.392 | 84.419    | 95.589   | 118.220 | 9.847   | 4.317  |

## Verkehr

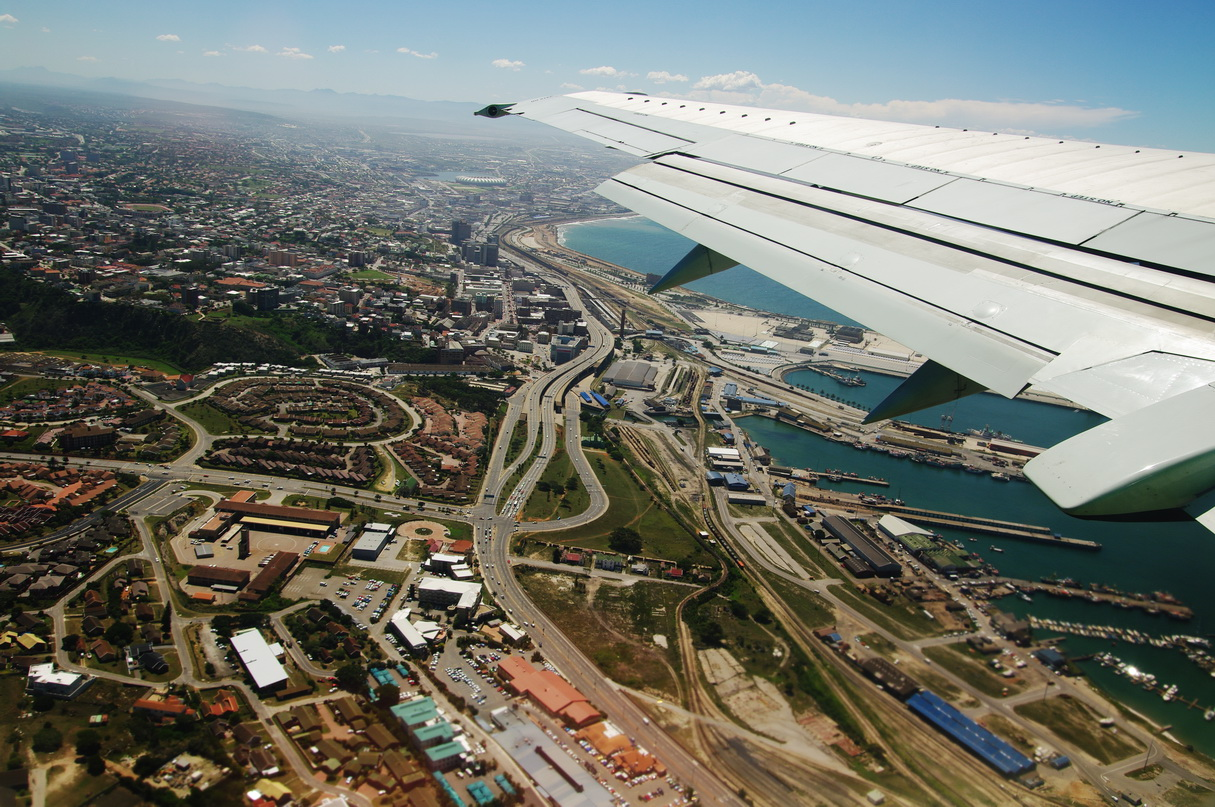
Luftbild vom Hafen von Gqeberha

Gqeberha liegt an der Nationalstraße N2, die von Kapstadt über Durban nach Ermelo mehr oder weniger dem Küstenverlauf folgt, und ist an das südafrikanische Schienennetz angeschlossen.
Der Flughafen Gqeberha wurde 2004 modernisiert und erweitert, um bis zu zwei Millionen Passagiere jährlich abfertigen zu können. Er wird als „10-Minute-Airport“ bezeichnet, da er von den meisten Punkten der Stadt in wenigen Minuten erreichbar sein soll.
Die Stadt ist über das nationale Eisenbahnnetz mit Kapstadt und Johannesburg verbunden. Metrorail betreibt auf der Strecke Richtung Bloemfontein bis Swartkops und von dort nach Uitenhage einen Vorortbetrieb. Eine zweite Linie nach Motherwell und in das Industriegebiet von Coega ist geplant. Gqeberha ist außerdem Ausgangspunkt der 285 Kilometer langen Avontuur Railway, einer Schmalspurbahn nach Avontuur.

## Wirtschaft

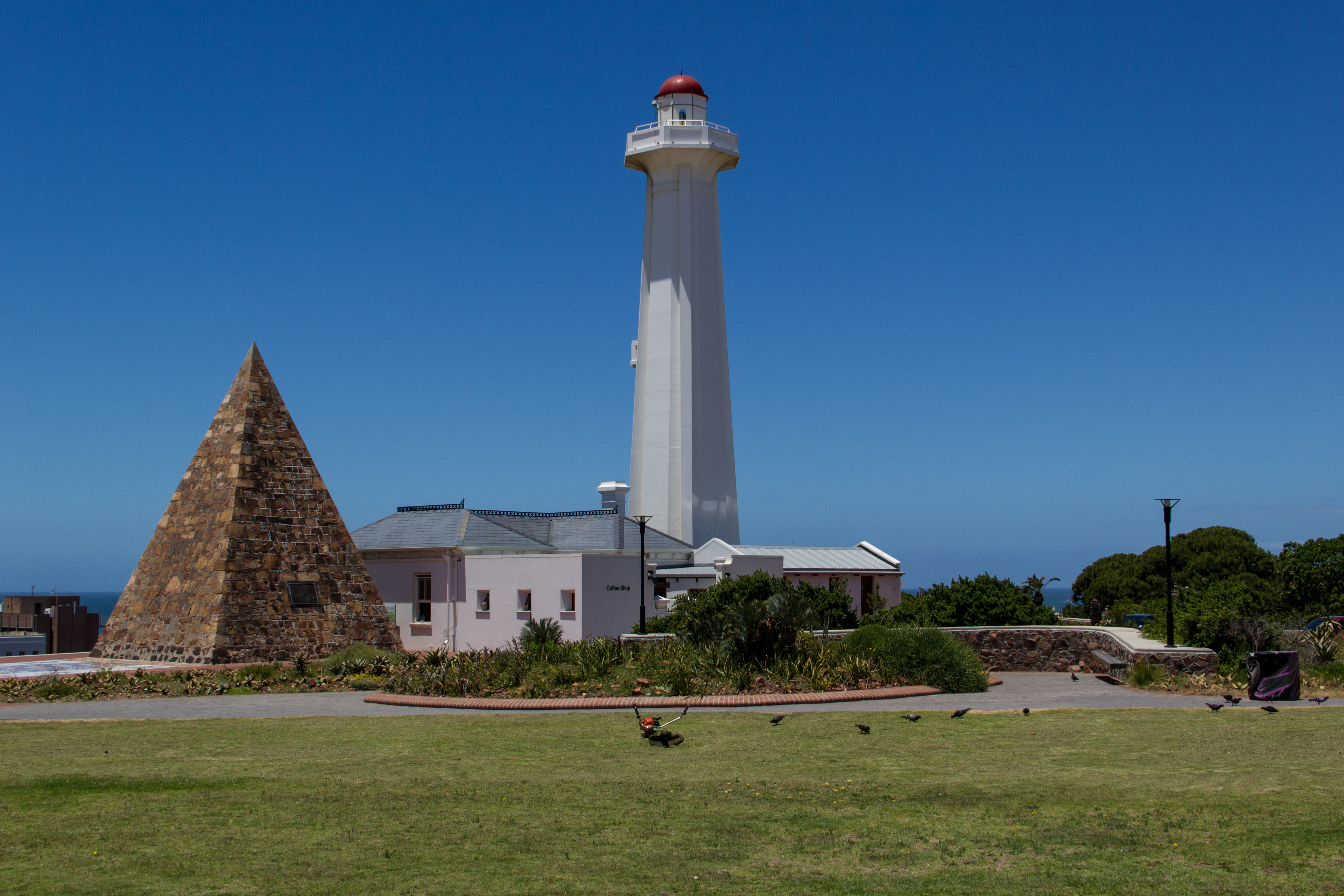
Donkin-Pyramide

Der Hafen von Gqeberha ist wirtschaftlicher Mittelpunkt der Provinz und drittgrößter Hafen von Südafrika. Der Hafen Ngqura, dessen Bau im Jahr 2003 begonnen wurde, ist seit 2009 etwa 20 Kilometer nördlich der Stadt bei Coega in Betrieb.
Die Region ist auch Schwerpunkt der südafrikanischen Autoindustrie und wird auch das „Detroit Südafrikas“ genannt. 37 Kilometer entfernt in der Stadt Uitenhage befindet sich ein Werk des Volkswagen-Konzerns, mit rund 6500 Beschäftigten das größte in ganz Afrika. Neben VW haben sich auch General Motors, Ford, Continental, Johnson & Johnson, MAHLE und etliche andere Hersteller und Zulieferer in der Gegend angesiedelt. Hi-Tech Automotive und Perana Performance Group haben in der Region ihren Sitz. Wichtigster Automobilhersteller in der Stadt war General Motors seit der Gründung der Marke GM Ranger in den 1960er Jahren. Seit dem Niedergang der Marke Ranger wurden dort Fahrzeuge der Marken Chevrolet und Opel montiert. Im Jahr 2017 wurde bekannt, dass sich General Motors aus dem südafrikanischen Markt zurückzieht. In der Nähe der Stadt befindet sich die Rennstrecke Aldo Scribante Circuit.
Zur Industrielandschaft der Stadt zählen auch textilverarbeitende Betriebe. Zudem unterhält das Council for Scientific and Industrial Research hier eine überregional bedeutsame Fachbibliothek auf dem Themenfeld der Textiltechnik. Sie dient der industrienahen Forschung in der Region. Die Nelson Mandela University bietet postgraduale Kurse auf diesem Gebiet an. Ferner ist hier die Wollbörse von Südafrika ansässig. In Gqeberha gibt es auch das Wool Testing Bureau SA (WTBSA), eine nationale Prüfinstitution für Textilfasern, die für Südafrika eine Lizenz von der International Wool Textile Organization besitzt.
Mit seinem reichen Wassersportangebot zieht Gqeberha jedes Jahr zahlreiche Touristen aus dem In- und Ausland an. Im März/April findet zudem jährlich der Ironman South Africa statt.

## Bildung und Wissenschaft

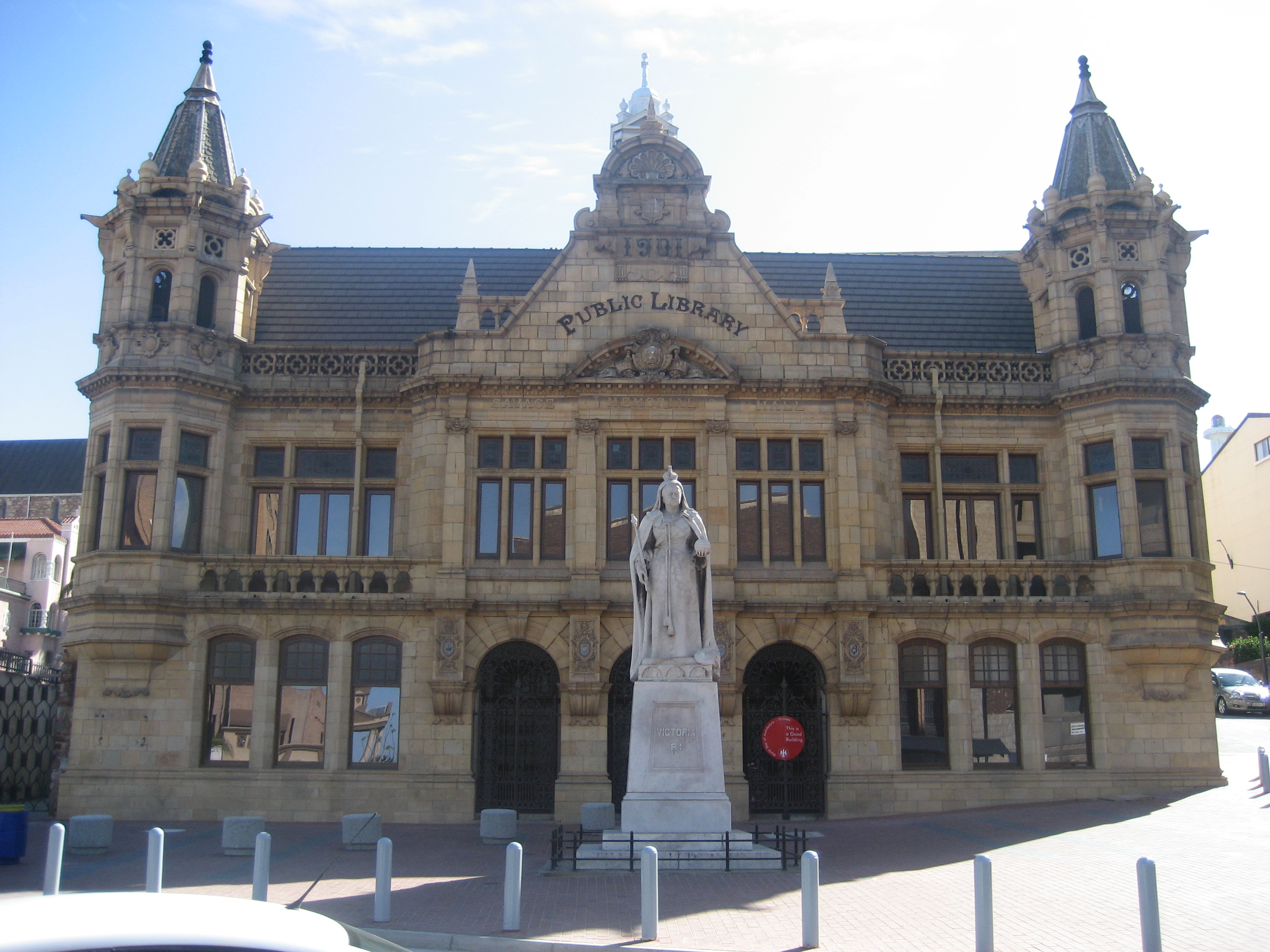
Öffentliche Bibliothek mit Statue von Königin Viktoria

Die Nelson Mandela University (NMU) wurde im Jahr 2005 als Nelson Mandela Metropolitan University durch die Zusammenführung der Universität von Port Elizabeth und der Port Elizabeth Technikon gebildet. Sie ist die größte Universität im Ostkap. Etwa 25.000 Studenten sind dort eingeschrieben. Die NMU mit ihrem Campus in Gqeberha hat sieben Fakultäten: Arts, Business and Economic Sciences, Education, Engineering, Health Sciences, Law und Science.
Das Council for Geoscience, die geowissenschaftliche Fachbehörde Südafrikas, unterhält hier eine Dienststelle.
Die Natur- und Artenschutzorganisation Southern African Foundation for the Conservation of Coastal Birds führt seit April 2017 am Kap Recife in Gqeberha ein Bildungs- und Naturschutzzentrum, das ehemalige SAMREC – SA Marine Rehabilitation & Education Centre.

## Sport

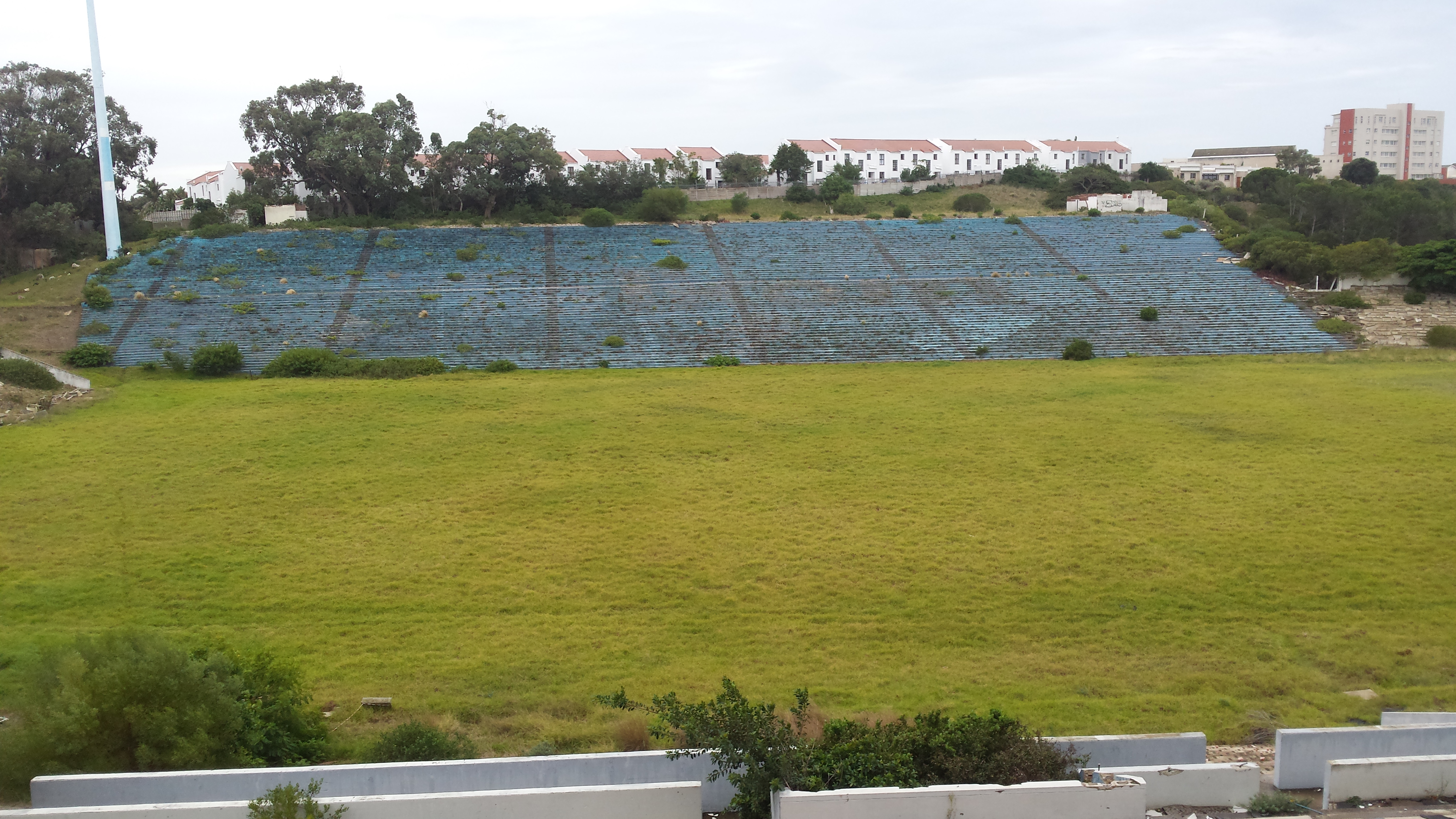
Überreste des Eastern Province Rugby Union Stadium, 2016

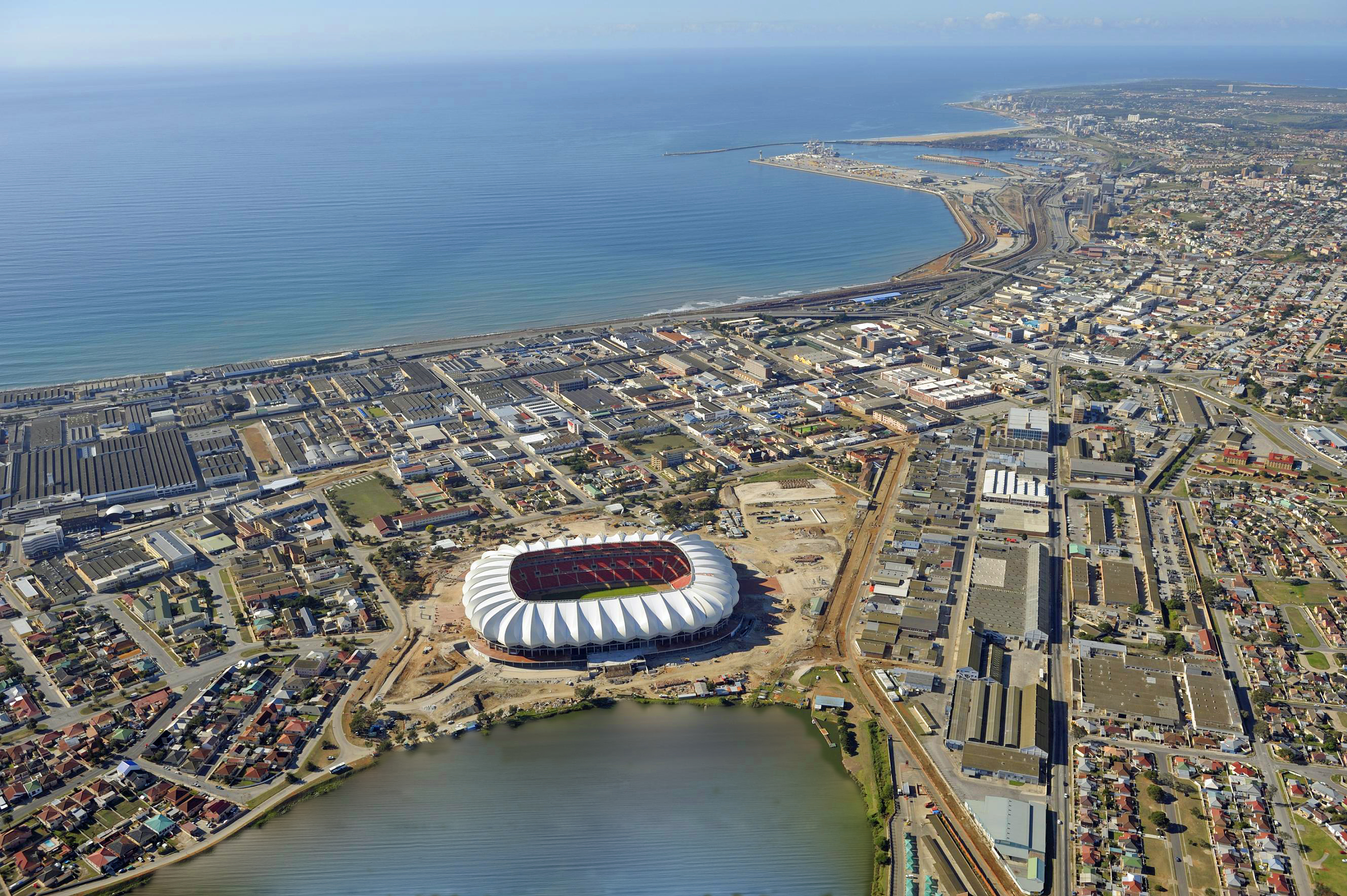
Luftbild von Gqeberha mit dem Nelson-Mandela-Bay-Stadion

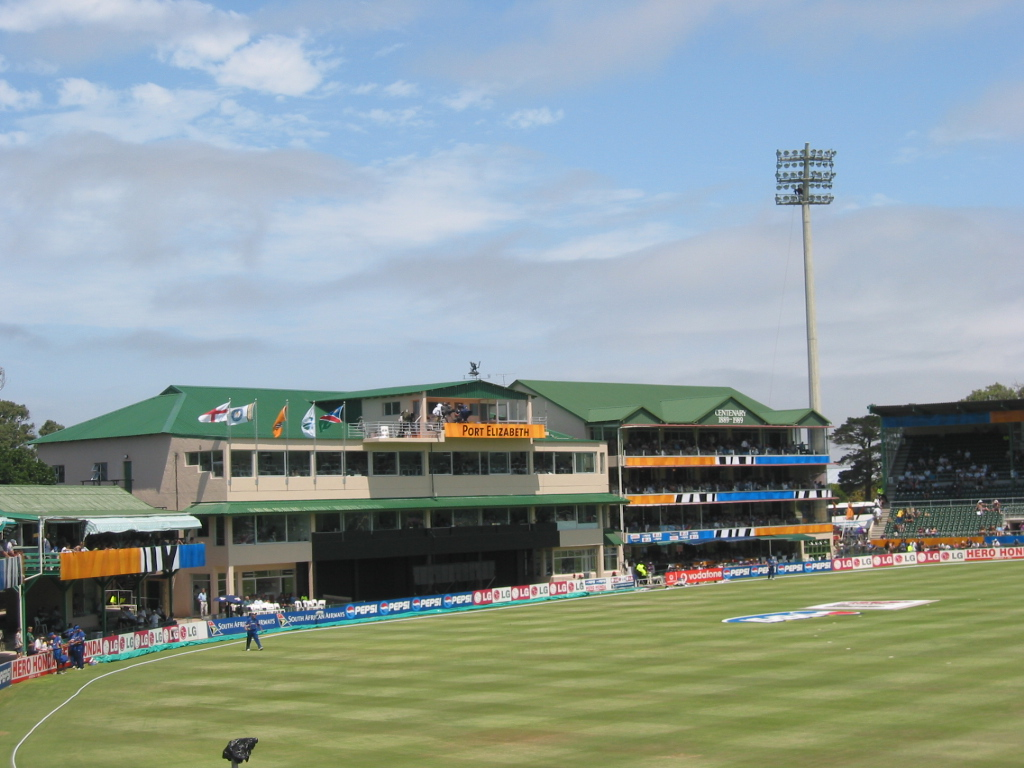
Der St George’s Park in Gqeberha

Gqeberha verfügt über eine Infrastruktur für Sportarten wie Cricket, Rugby Union, Leichtathletik, Fußball und hockey. Aufgrund seiner Küstenlage ist die Stadt auch bei Wassersportlern beliebt.
Gqeberhas St George’s Park ist das älteste Test-Cricket-Stadion Südafrikas und eines der Heimstadien der südafrikanischen Cricket-Nationalmannschaft. Hier fand das erste Test Match außerhalb Australiens und Englands statt, als Südafrika am 12. und 13. März 1889 sein erstes Test Match überhaupt gegen England bestritt. Die Warriors waren ein Franchise-Cricketteam aus Port Elizabeth und spielten im Currie Cup, im One-Day-Cup und der Ram Slam T20 Challenge. Nach dem Ende der Saison 2020/21 wurde das Franchise im Rahmen der Reform des südafrikanischen Crickets aufgelöst. Das Stadion ist auch für sein Blasorchester bekannt, das Zuschauer bei Spielen der Nationalmannschaft unterhält. Während des Cricket World Cup 2003 fanden fünf Partien in Port Elizabeths St George’s Park statt.
Gqeberha war Heimat der Southern Kings im Super Rugby. Die frühere Eastern Province Rugby, die heutigen Eastern Province Elephants, bildete zusammen mit den Border Bulldogs aus East London die Grundlage für das Spears-Franchise. Die Überreste der Spears wurden später bei den Southern Kings integriert und nahmen an der Saison Super Rugby 2013 teil. Die Southern Kings konnten jedoch weder 2014 noch 2015 am Super Rugby teilnehmen und kehrten 2016 und 2017 ins Super Rugby zurück, wurden aber aus wirtschaftlichen Gründen vom Verband South African Rugby Union abgestuft. Danach nahm die Mannschaft am europäischen Pro14-Turnier teil. Die Eastern Province bestreitet ihre Heimspiele im Nelson-Mandela-Bay-Stadion, das für die Fußball-Weltmeisterschaft 2010 gebaut wurde. Auch beim Afrika-Cup 1996 und dem Afrika-Cup 2013 wurden Spiele in Port Elizabeth ausgetragen.
Im Dezember 2011 wurde das Stadion Heimat der South Africa Sevens, dem südafrikanischen Turnier im Rahmen der World Rugby Sevens Series im Siebener-Rugby. Das Turnier wurde zuvor in drei anderen Städten ausgetragen: Stellenbosch, Durban und George. Zwischen 2011 und 2015 fand es jährlich in Port Elizabeth statt. Seitdem wird es in Kapstadt ausgetragen.
Der bekannteste Fußballverein der Stadt ist Chippa United FC, der an der Premier Soccer League (PSL) teilnimmt und seine Heimspiele im Nelson-Mandela-Bay-Stadion ausspielt. Unter den ehemaligen Vereinen, die an der höchsten südafrikanischen Liga teilnahmen, sind Bay United, Michau Warriors, Port Elizabeth Blackpool, Hotspur FC, Port Elizabeth City und Westview Apollon. Das alte Eastern Province Rugby Union Stadium wurde 2010 durch das neue Nelson-Mandela-Bay-Stadion ersetzt und hier fanden seinerzeit drei Partien bei der Rugby-Union-Weltmeisterschaft 1995 und sieben Spiele beim Afrika-Cup 1996 statt.

## Kultur und Sehenswürdigkeiten
- Campanile: 53 m hoher Aussichtsturm mit Rundblick über die Stadt, 1923 erbaut
- Donkin Reserve: Kleine Grünanlage mit Ausblick über die Stadt, in der eine Steinpyramide an Elizabeth Donkin erinnert. Der Leuchtturm wurde 1861 errichtet.
- Jewish Pioneer’s Memorial Museum: Ein Museum über das jüdische Leben in der Stadt und ihrer Region in einer ehemaligen Synagoge
- Market Square und City Hall: Die 1885 erbaute „City Hall“ wurde nach einem Brand im Jahre 1977 neu errichtet. Heute gibt es dort einen bekannten Flohmarkt.
- Ozeanarium und Museum: Ein größerer Komplex mit einem Ozeanarium und Reptilienhaus sowie naturwissenschaftlichen Ausstellungen.
- The Boardwalk Casino & Entertainment World: Große Freizeitanlage mit zahlreichen internationalen Restaurants, Kino, Geschäften und einem Spielkasino.
- Greenacres Shopping Centre: Gqeberhas größte Shoppingmall im Stadtteil Greenacres.

## Söhne und Töchter der Stadt
Die Liste enthält eine chronologische Übersicht bedeutender, im heutigen Gqeberha geborener Persönlichkeiten. Ob die Personen ihren späteren Wirkungskreis in Gqeberha hatten oder nicht, ist dabei unerheblich. Viele sind nach ihrer Geburt weggezogen und andernorts bekannt geworden. Die Liste erhebt keinen Anspruch auf Vollständigkeit.
- Florence Fuller (1867–1946), Malerin
- Frances Rivett-Carnac (1874–1962), britische Regattaseglerin
- Jock Cameron (1905–1935), Cricketspieler
- Charles Jonker (1933–1991), Radrennfahrer
- Dudu Pukwana (1938–1990), Jazzmusiker
- Duke Makasi (1941–1993), Jazzmusiker
- Winston Ntshona (1941–2018), Film- und Theaterschauspieler
- Danny Williams (1942–2005), Sänger
- Barry Wood (1942–2017), römisch-katholischer Ordensgeistlicher und Weihbischof in Durban
- Elizabeth Connell (1946–2012), Opernsängerin
- Roelf Meyer (* 1947), Geschäftsmann, Politiker und politischer Berater
- Mark Patterson (* 1951), Unternehmer und Autorennfahrer
- Wayne Taylor (* 1956), Autorennfahrer
- Barry Jordan (1957–2024), Kirchenmusiker, Domkantor in Magdeburg
- Zim Ngqawana (1959–2011), Jazzmusiker
- Alastair Bruce (* 1972), südafrikanisch-britischer Schriftsteller
- Shaun Pollock (* 1973), Cricketspieler
- Siphiwo Ntshebe (1974–2010), Opernsänger
- Alex van Heerden (1974–2009), Jazzmusiker
- Calvin Marlin (* 1976), Fußballtorwart
- Heide Seyerling (* 1976), Sprinterin
- Ruth Sacks (* 1977), Künstlerin
- Schalk Burger (* 1983), Rugbyspieler
- Jeanné Nell (1983–2014), Bahnradsportler
- Shane Cooper (* 1985), Jazzmusiker
- Jenna Dreyer (* 1986), Wasserspringerin
- Grant Ross (* 1986), Schauspieler
- Romy Brauteseth (* 1989), Jazzmusiker
- Marizanne Kapp (* 1990), Cricketspielerin
- Sisanda Magala (* 1991), Cricketspieler
- Siya Kolisi (* 1991), Rugbyspieler
- Ronwen Williams (* 1992), Fußballspieler
- Koleka Putuma (* 1993), Schriftstellerin und Spoken-Word-Künstlerin
- Kaylin Swart (* 1994), Fußballspielerin
- Stuart Parker (* 1997), britischer Tennisspieler
- Hayley Ward (* 1997), Squashspielerin
- Charlize van Zyl (* 1999), Schachspielerin
- Stefan Vermaak (* 2003), Dartspieler
- Ruché Moodley (* 2006), Motorradrennfahrer indischer Abstammung

## Klimatabelle
|                       | Jan  | Feb  | Mär  | Apr  | Mai  | Jun  | Jul  | Aug  | Sep  | Okt  | Nov  | Dez  |   |      |
| Mittl. Tagesmax. (°C) | 25,4 | 25,4 | 24,6 | 23,0 | 21,7 | 20,3 | 19,7 | 19,6 | 20,0 | 20,8 | 22,3 | 24,3 | ⌀ | 22,2 |
| Mittl. Tagesmin. (°C) | 17,9 | 17,9 | 16,9 | 14,3 | 11,5 | 9,2  | 8,8  | 9,8  | 11,4 | 13,1 | 14,6 | 16,4 | ⌀ | 13,5 |
|                       |      |      |      |      |      |      |      |      |      |      |      |      |   |      |
| Niederschlag (mm)     | 36   | 40   | 54   | 58   | 59   | 62   | 47   | 64   | 63   | 59   | 49   | 34   | Σ | 625  |
|                       |      |      |      |      |      |      |      |      |      |      |      |      |   |      |
| Sonnenstunden (h/d)   | 8,6  | 7,9  | 7,4  | 7,4  | 7,2  | 6,9  | 7,4  | 7,5  | 7,1  | 7,6  | 8,3  | 9,0  | ⌀ | 7,7  |
|                       |      |      |      |      |      |      |      |      |      |      |      |      |   |      |
| Regentage (d)         | 5    | 5    | 7    | 6    | 6    | 5    | 5    | 7    | 6    | 7    | 7    | 5    | Σ | 71   |
|                       |      |      |      |      |      |      |      |      |      |      |      |      |   |      |
| Wassertemperatur (°C) | 22   | 22   | 22   | 20   | 19   | 19   | 18   | 18   | 18   | 19   | 20   | 21   | ⌀ | 19,8 |
|                       |      |      |      |      |      |      |      |      |      |      |      |      |   |      |
| Luftfeuchtigkeit (%)  | 77   | 80   | 81   | 80   | 76   | 73   | 74   | 76   | 77   | 78   | 78   | 77   | ⌀ | 77,2 |

| 17,9 |

| 17,9 |

| 16,9 |

| 14,3 |

| 11,5 |

| 9,2 |

| 8,8 |

| 9,8 |

| 11,4 |

| 13,1 |

| 14,6 |

| 16,4 |

| 17,9 |

| 17,9 |

| 16,9 |

| 14,3 |

| 11,5 |

| 9,2 |

| 8,8 |

| 9,8 |

| 11,4 |

| 13,1 |

| 14,6 |

| 16,4 |